# Rose Hip Zero
Rose Hip Zero (ローズ ヒップ ゼロ, Rōzu Hippu Zero) est un manga de Tōru Fujisawa.
La série constitue une histoire parallèle à celle de Rose Hip Rose.
En France, le manga est édité par Pika Édition depuis octobre 2008, et les 5 tomes sont disponibles depuis juin 2009.